# Gaston Romazzotti
Gaston Romazzotti, né à Molsheim le 26 juillet 1855 et mort à Paris le 18 septembre 1915, est un ingénieur naval français.

## Biographie
Neveu de Gustave Zédé, il entre à l'École polytechnique en novembre 1874 et choisit le génie maritime. Ingénieur de 1re classe (novembre 1880), il est envoyé à Toulon (1878) où il est attaché à la construction du sous-marin Gymnote. 
On lui doit des petits sous-marins dit « purs » tels la série des Naïade, surnommé les « fritures » car ils portaient pour la plupart des noms de poissons. Peu concluant, ces sous-marins furent remplacés dès 1898 par les submersibles de Laubeuf. 
Ingénieur en chef de 1re classe (septembre 1896), directeur de la fonderie de Guérigny (1905), il y créa la fabrication des chaînes d'ancres en acier. En 1912, il devient directeur des constructions navales à Brest puis, en 1912, directeur central au ministère et inspecteur général du génie maritime. Il meurt le 18 septembre 1915 en son domicile dans le 16e arrondissement de Paris.

## Récompenses et distinctions
- Chevalier (6 mai 1890), Officier (24 décembre 1899) puis Commandeur de la Légion d'Honneur (31 décembre 1912).
- Un sous-marin de la classe Lagrange, le Romazotti (Q114) a été nommé en son honneur.
- Une rue de Molsheim porte son nom.